# 廬國
廬國，國都為安徽省合肥市。庐国是一个小型周朝诸侯国。在历史只有少许的文献记载。

## 沿革
周代商而立，则多次遣师征讨并战胜了巢国，视巢国地大势强不便控制，遂将其地析分为巢、庐（庐，房屋，与巢同义）二国，因赐爵位不同，而分别被称为“巢伯国”、“庐子国”，庐国新都于今合肥市区，巢国仍都于今巢湖市区。《书序》：“巢伯来朝，芮伯作旅巢命。”
周武王封庐国为子爵，称为庐子国，建都于庐邑（位于今合肥北，一说在合肥西）。西周至春秋时期，庐国被群舒取代。群舒为吴国、楚国征服为附庸。